# Gruszeccy herbu Lubicz

Lubicz – herb rodu Gruszeckich

Gruszeccy herbu Lubicz – staropolski ród wywodzący się z Małopolski, z dawnego województwa lubelskiego, którego nazwisko pochodzi od wsi Gruszka koło Lublina, którą wraz z innymi Władysław II Jagiełło nadał ok. 1411 w nagrodę zasług rycerskich protoplaście tej rodziny Maciejowi – chorążemu koronnemu.

## Historia
Byli właścicielami m.in. dóbr Wierciszów i Bychawka w województwie lubelskim. Jedna z linii rodu osiedliła się w Rosji w czasie pierwszej Dymitriady. Niektórzy członkowie rodu Gruszeckich nadal mieszkają na terenie Rosji.
«...Pochodzący z tej rodziny Karp Gruszecki, syn Eustachego, przeniósł się w końcu XVI-go wieku do Rosyi, gdzie otrzymał różne włości. Syn jego Eliasz był wojewodą 1610 r. Córka jego wnuka, Siemiona Fedorowicza, Agafia Siemionówna, była 1680 r. żoną cara i wielkiego księcia moskiewskiego, Fedora Aleksiejewicza, z którym miała syna Eliasza, ur. 1681 r. (Herb. hr. Bobr.)…» (Adam Boniecki «Herbarz polski», t. VII)

## Najważniejsi przedstawiciele
- Maciej Gruszecki – rycerz[4], koronny chorąży króla Władysława Jagiełły.
- Samuel Gruszecki – sekretarz króla Zygmunta III, poseł w Hiszpanii[5].
- Antoni Gruszecki (ur. 18 maja 1712, zm. 1791) – skarbnik zatorsko-oświęcimski[6].
- Antoni Gruszecki (ur. 1734 – zm. 1798) – profesor Akademii Krakowskiej, malarz króla Stanisława Augusta Poniatowskiego[7].
- Kasper Gruszecki (ur. 1780 – zm. 1836) – sędzia apelacyjny Królestwa Kongersowego.
- Jan Gruszecki – komornik graniczny Lubelski w 1788 roku[2].
- Władysław Gruszecki (ur. 1812 – zm. 1876) – członek Rady Stanu Królestwa Polskiego, członek Rady Głównej Opiekuńczej zakładów dobroczynnych, radca Towarzystwa Kredytowego Ziemskiego[1].

## Genealogia rodu
| Genealogia rodu od Macieja |
| --- |
| Maciej — mąż rycerski, Chorąży wielki koronny w 1411, protoplastą rodu, któremu w krwawych zasługach dobra w. Gruszka Duża i małe wieczną darowizną Król puścił, od których, to imię urosło, jego zaś chorążym koronnym i uczynił. Źoną jego — Malicka. Jędrzej (Andrzej) — syn Macieja (jednak, tu jest możliwe przepuszczenie, ponieważ wątpliwe czy możliwie, żeby ojciec żył za czasów Jagiełła, a syn za Stefana, bo więcej czasu wyszłoby niżeli półtorasta lat). Mężnie sobie poczynając we wszystkich za Zygmunta i Stefana Królów okazjach, poległ od brata stryjecznego Kantymirowego. Źoną – Hańska. Piotr — syn Jędrzeja. Z ośmiu synów jego, sześciu w różnych kampaniach poległo. Źoną — Anna Orchowska. W 1453 r. występował Piotr Gruszecki z Gruszki, który zapewne sprzedał część wsi Dziersławowi z Malic. Bronisław Samuel Szumilist nazwany — syn Piotra. Osiedlił w Rosji. Porucznikował u Zborowskiego, a potem wojski Czernihówski. Łowczy Czernihówski. Na Podolu w Hołoskowcach wymurował zamek. W 1633 r. był jednym ze współwłaścicieli wsi Gruszki. W 1660 r. zanotowano we wsi dwór należący do Gruszeckich. Stanisław Jan — syn Piotra. Podsędek, a potem sędzia ziemski Podolski. Stolnik Latyczowski, deputat na Trybunał Koronny 1694. Pierwsze brat, nazwany Baran, od którego poszli: Wojciech — syn Barana. Źoną — Komorowska. Stanislaw — syn Wojciecha. Pierwszą żoną — Dubaniewska (matka pierwsziego syna). Zaś drugą — Postrumińska. Jan — syn Wojciecha. Piotr — syn Wojciecha. Jędrzej — syn Wojciecha. Tomasz — syn Stanislawa. Rycerz. Poległ pod Haliczem od tatarów. Mikołaj — syn Stanislawa. Rycerz. Jan — syn Stanislawa. Rycerz. Drugi brat (żoną — Joannę Rudnicką), od którego poszli: Jan Konstantyn. Wojciech. Źoną — Molińską. Piotr. Pierwszą żoną — Anna Jaroszewska. Zaś drugą — Borzechowską (matka Remigana). Zginął na Pokuciu. Tobiasz — syn Wojciecha. Jan — syn Piotra. Mąż wojenny. Źoną — Zofią Pełczanką. Michał — syn Piotra. Krzysztof — syn Piotra. Wacław — syn Piotra. Katarzyna — córka Piotra. Poślubiła Krzewskiego. Remigian — syn Piotra. Pierwszą żoną — Wojakowska (matka Antoniego). Zaś drugą — Piłczańska (matka Józefa). Marcin — syn Piotra. Pierwszą córka poślubiła Józefa Chmieleckiego. Drugą, Apollonie, poślubiła Szymona Rudnickiego. Jakub — syn Jana. Antoni — syn Remigana. Właściciel wsi Żółkiewka w województwie lubelskim, w latach 1738–1755. Józef — syn Remigana. Źoną — Anna Garmuchowska. Sędzia grodzki, i podsędek ziemski Podolski. Urzędnik gospodarczy w Królewszczyznach ruskich (znajdujących się w posesji Jana Klemensa Branickiego; wypisy z jego listów do Branickiego w sprawach gospodarczych, 1749-1752 (Teka 336, s.2-7)). Antoni(1734—1798) — syn Antonija. Profesor Akademii Krakowskiej, malarz. Tomasz — syn Józefa. Źoną — Angela Łochowską (stolnikówna Rzeczycką). Cześnik Podolski. Michał — syn Józefa. Kazimierz – syn Józefa. W zakonie (Są jego Kazania w druku. 1mo. Jedynak w honorze sprawiedliwość. Kazanie na wotywie Trybunalskiej in fol. 1730. Calissii. 2do. Trybunał z kredytem, Kazanie na wotywie Trybunalskiej 1730. in fol. Calissii. 3tio. Zasługa honoru, honor, Kazanie na koronacji Marii Panny w Podkamieniu 1727. in fol. Leopoli). Katarzyna — córka Józefa. Poślubiła Zbykalskiego — podstolem mielnicki. Helena Elżbieta — córka Józefa. Poślubiła Archibalda Glowerowa. Konstancja — córka Józefa. Poślubiła Franciszka Boguszowa (podczaszi Halicki). Aleksandra — córka Józefa. Poślubiła Zbykalskiego (miecznik Płocki). Teresa — córka Józefa. W klasztorze Kamienieckim pod regułą S. Dominika. |

## Genealogia rodu wGruszkach
| Genealogia rodu w Gruszkach (od drugiej połowy XVIII stulecia) |
| --- |
| Ignacy Gruszecki. Z Gruszki. Źoną — Ludwika Daszkiewicz. Kasper Gruszecki. Ur. 1780 — zm. 1836. Z Gruszki. Sędzia apelacyjny Królestwa Polskiego. Źoną (ślub: około 1810): Franciszka Chociszewska, (ur. ok. 1780). Ad ślubu 3 syna. Władysław Gruszecki. Ur. 1790. Z Gruszki. Źoną (ślub: około 1820): Cezaryna Jaczewska z Jaczewa h. Leliwa, (ur. ok. 1800). Ad ślubu 2 dzieci. Władysław Gruszecki (1812 — 1876) — syn Kaspera. Z Gruszki. Członek Rady Stanu Królestwa Polskiego. Pierwszą żoną — Ludwika Lewicka. Ad ślubu 2 syna. Zaś drugą — Aleksandra Pruszak z Żalna h. Leliwa, (ur. ok. 1810). Konstanty Gruszecki — syn Kaspera. Członek senatu, sekretarz kancelarii Rady Stanu w latach 1860–1868. Julia Gruszecka (ur. 30 lipca 1830, Kijów) — córka Władysława. Mąż (ślub: dnia 10 października 1848): Hrabia Sobiesław August Dominik hr. Mieroszewski h. Ślepowron (1820 – 1890). Potomstwo z tego związku: córka – Cezaryna Teresa Mieroszewska. Była właścicielką dóbr Poręba Wielka w powiecie Wadowice. Aleksander Gruszecki (ca 1850) — syn Władysława. Z Gruszki. Źoną — Maria Rohland h. Pogoń (ca 1850). Córka — Cezaryna Teresa Maria hr. Mieroszewska h. Ślepowron (1855 — 1922). Amelia Ludwika Gruszecka (1879, Żabia Wola — 8.12.1942, Leśna Podlaska) — córka Aleksandra. Mąż (ślub: około 1900): Franciszek Wężyk z Wielkiej Rudy h. Wąż. Ad ślubu 3 córki: Maria Gabriela (1904—1990); Michalina Maria (1906—1989); Krystyna (1913—1990). |

## Gruszeccy w literaturze
- Stanisław Jan Gruszecki (podsędek, a potem sędzia ziemski podolski) został opisany przez Henryka Sienkiewicza: Pan Wołodyjowski. Cytat: "...Jakoż po niejakim czasie trzej nieszczęśni wysłannicy ukazali się na zamku. Byli to: sędzia podolski Gruszecki, stolnik Rzewuski i chorąży czernihowski pan Myśliszewski...".

## Literatura
- Gruszecki herbu Lubicz. W: Kasper Niesiecki: Herbarz Polski. T. 4. Lipsk: J.N. Bobrowicz, 1839-1845, s. 301-302. [dostęp 2011-04-15].
- Gruszeccy v. Grusieccy h. Lubicz z Gruszki. W: Adam Boniecki: Herbarz polski. T. VII: Grabowscy - Hulkiewiczowie. Warszawa: skł. gł. Gebethner i Wolff, 1904, s. 142–145.
- Gruszecki (Grušeckas) herbu Ślepowron i Lubicz. W: Jan Ciechanowicz: Rody rycerskie Wielkiego Księstwa Litewskiego. T. III: E-K. Rzeszów: FOSZE, 2001, s. 95–98. ISBN 83-87602-86-8.
- Gruszeccy. W: Demetriusz Dowgiałło: Herbarz Orszański(inne języki). Witebsk: Губернская Типо-Литографія, 1900, s. 44.
- Gruszecki, herbu Lubicz. W: Hipolit Stupnicki: Herbarz polski i imionospis zasłużonych w Polsce ludzi wszystkich stanów i czasów: ułożony porządkiem alfabetycznym na podstawie Herbarza Niesieckiego i manuskryptów. T. I. Lwów: drukiem Kornela Pillera, 1855, s. 202.